# Educación Primaria Básica

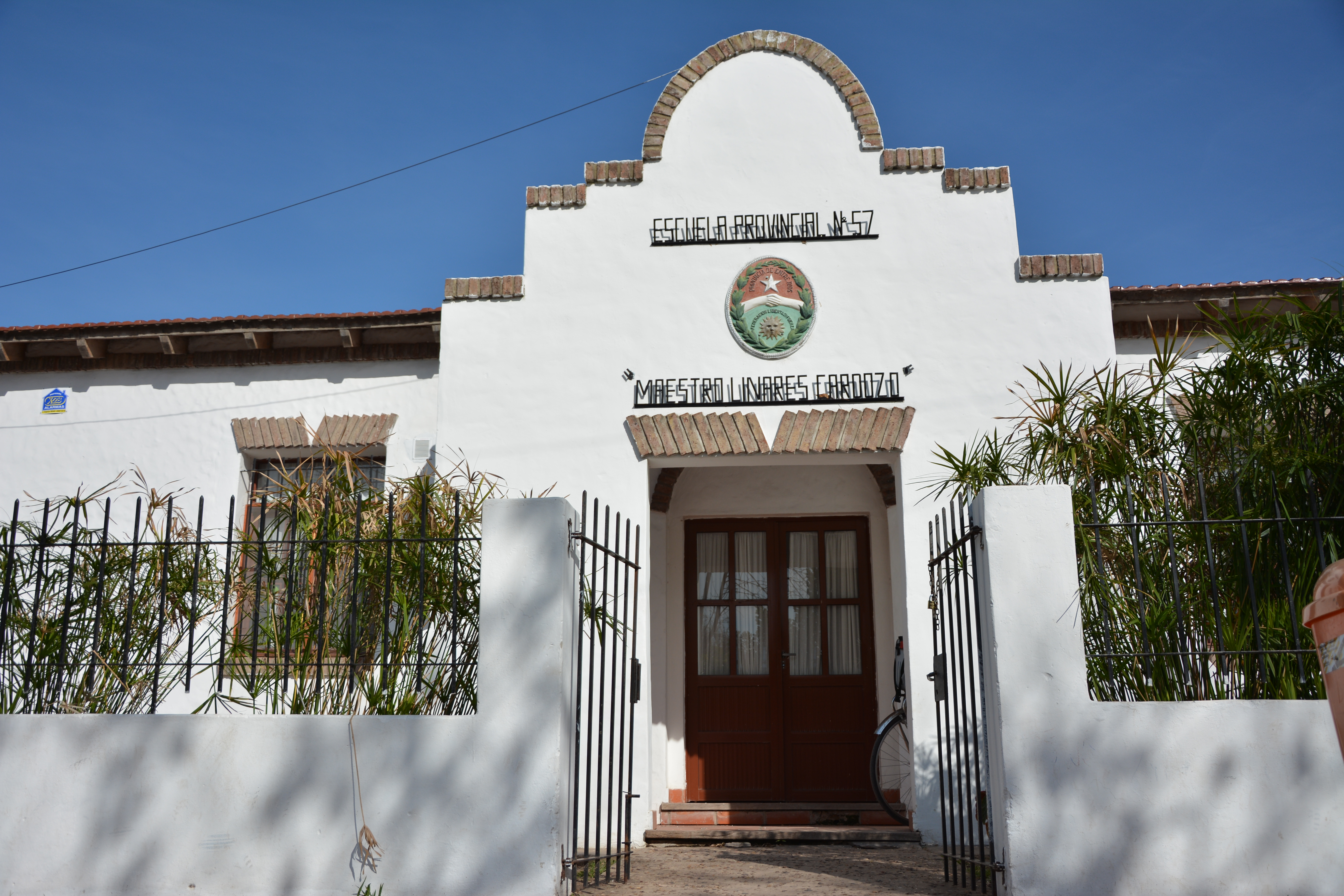
Escuela Primaria Nina N° 57 "Maestro Linares Cardozo" - Entre Ríos, Argentina.

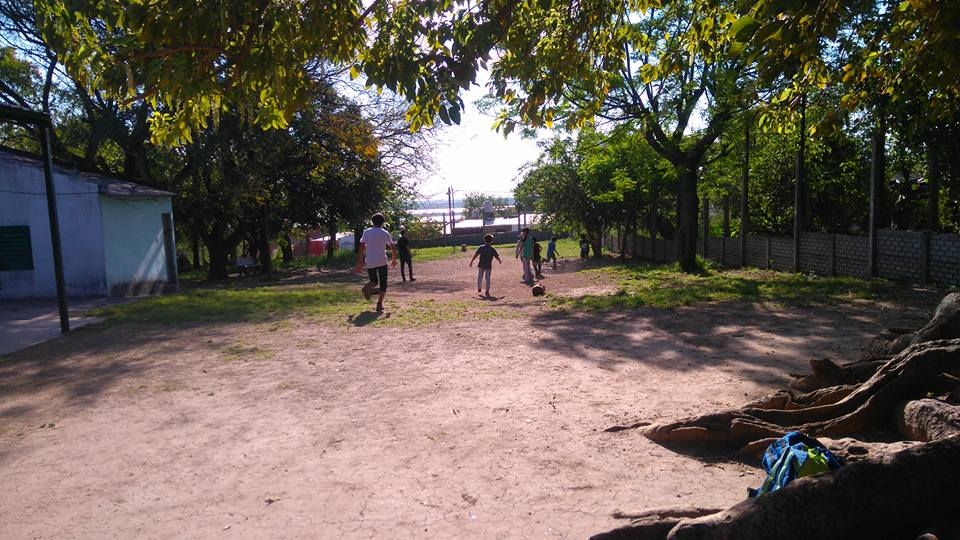
Lo lúdico como parte primordial en las infancias que asisten a las escuelas primarias argentinas.

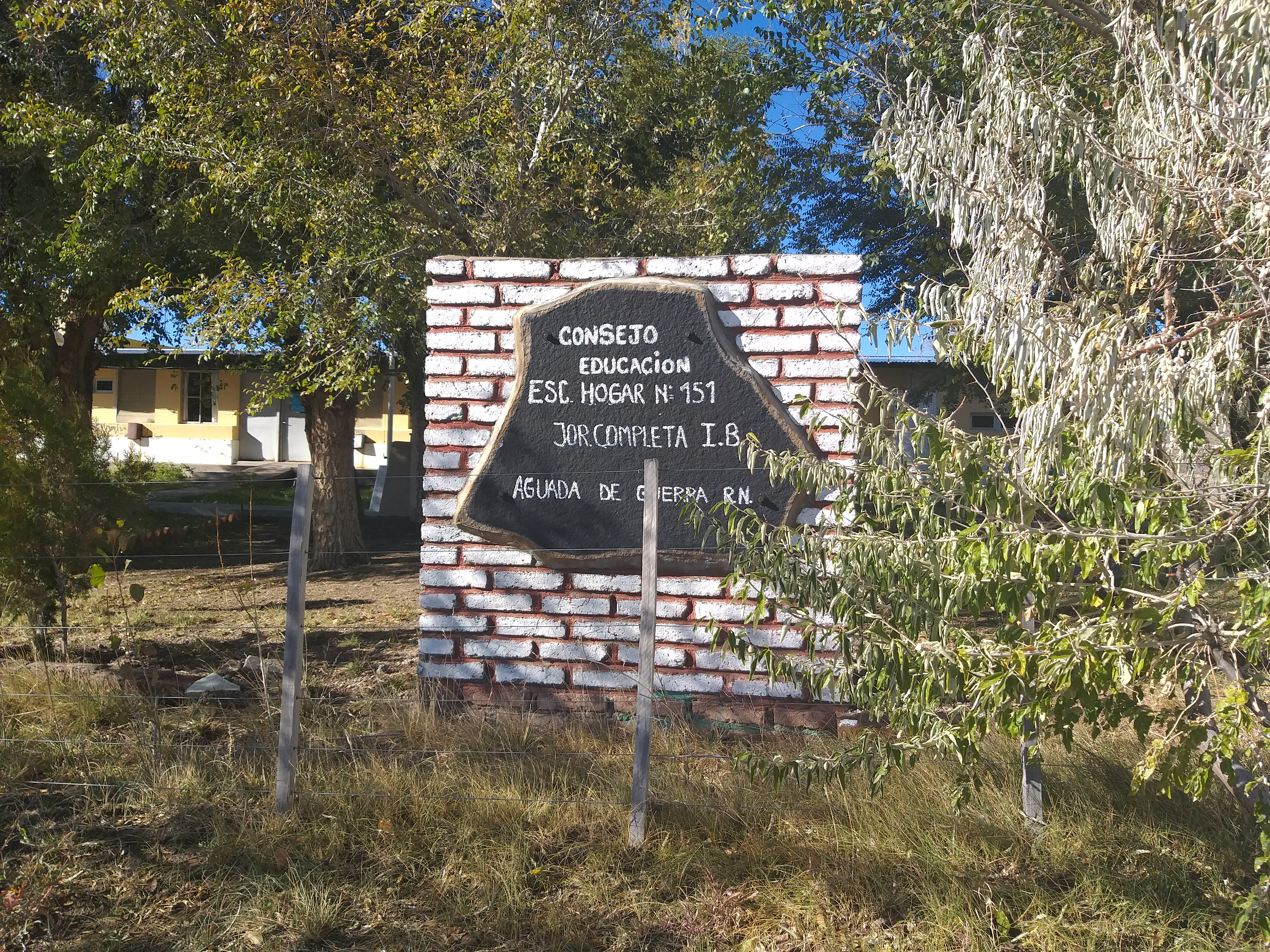
Escuela Hogar N°151JCIB- Aguada de Guerra, Río Negro.

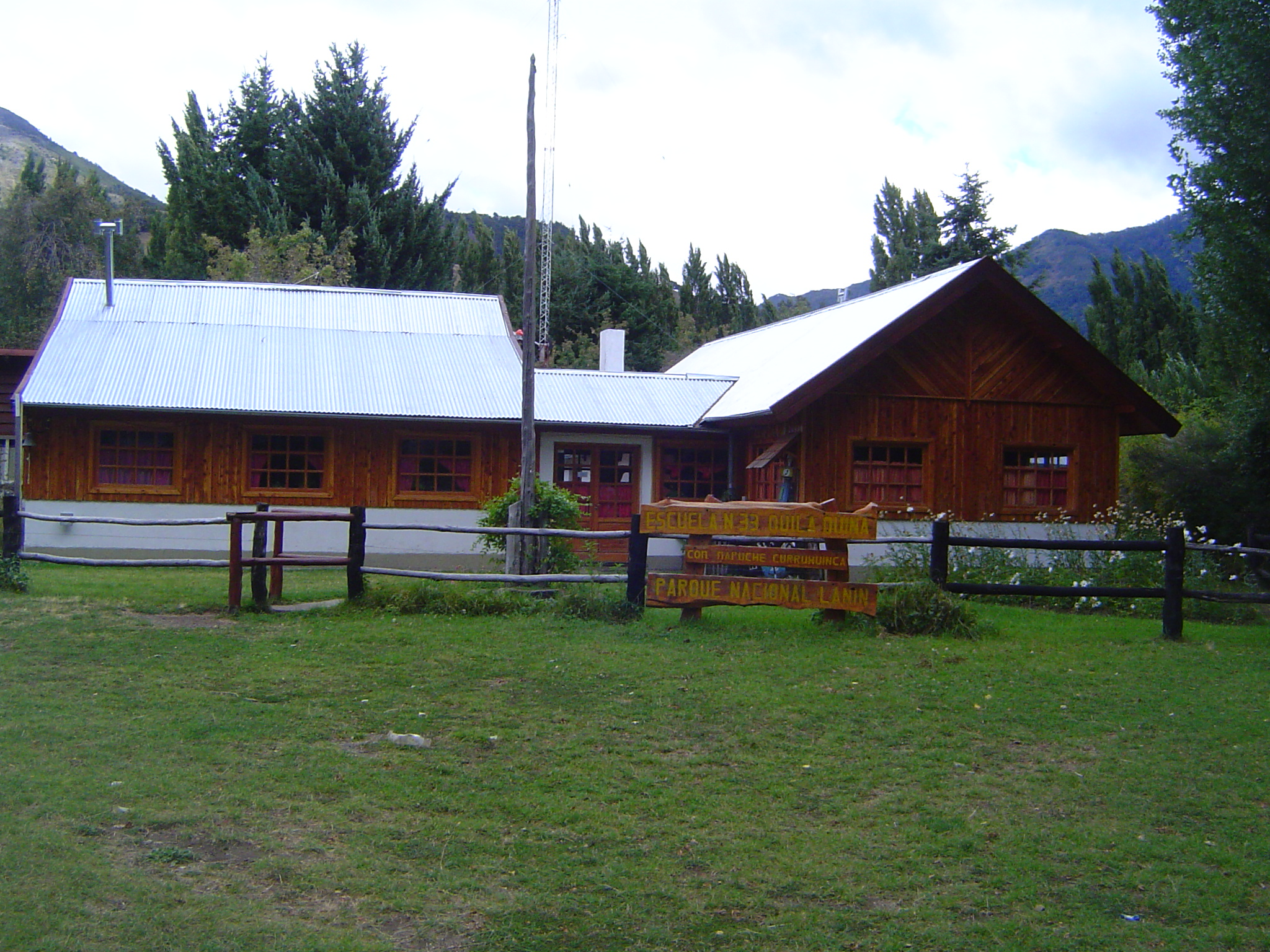
Escuela Quila Quila, parque nacional Lanín, Neuquén

Educación Primaria Básica (EPB), es el nombre de la educación primaria, dictado por la Ley Nacional de Educación Nacional 26.206 en Argentina. 
Reemplaza a la ex EGB I y II, comprende los grados desde primero a sexto, y se divide en dos ciclos: 
- Primer ciclo: primero, segundo y tercer grado escolar.
- Segundo ciclo: cuarto, quinto y sexto grado escolar.

Aunque es fundamental distinguir que esto no se da así en todo el territorio argentino, ya que algunas provincias como Neuquén, no adhirió a la Ley Federal de Educación, anterior a la LNE N° 26.206, por lo que no tuvieron EGB ni Polimodal, haciendo que las escuelas primarias continúen siendo de 7 años (de primer grado a séptimo).
Al terminar el ciclo de Educación Primaria Básica, el alumno ingresa a la Educación Secundaria Básica.
La educación primaria, es obligatoria y constituye una unidad pedagógica y organizada destinada a la formación de los niños/as, a partir de los  seis(6) años de edad.
Las escuelas primarias serán de jornada extendida o completa, con la finalidad de asegurar el logro de los objetivos fijados para este nivel, por la presente ley. La provincia de Río negro dictó la Resolución 2035/15 con fines de atender esta modalidad de escuelas primarias de jornada extendida o completa.

### Objetivos de la Educación Primaria en Argentina
La Educación Primaria tiene por finalidad proporcionar una formación integral, básica y común. Entre sus objetivos, se destaca el garantizar a todos los niños/as el acceso a un conjunto de saberes comunes que les permitan participar de manera plena y acorde a su edad en la vida familiar, escolar y comunitaria. La ley propone también que la educación primaria brinde las condiciones necesarias para un desarrollo integral de la infancia, genere condiciones pedagógicas para el manejo de las NTIC y fomente el desarrollo de capacidades tales como autonomía, creatividad,  expresión, el placer estético, la valoración del arte y la cultura, entre otras.  
El juego también aparece como una actividad fundamental en la educación primaria para el desarrollo cognitivo, afectivo, ético, estético, motor y social del niño/a.
En los últimos años, la preocupación por la efectiva garantía al derecho de la educación para todos los niños y niñas y jóvenes ha llevado a las jurisdicciones y al Ministerio de Educación a desarrollar políticas educativas que fortalezcan los procesos de enseñanza de manera de mejorar la propuesta escolar. A la vez, se ha puesto especial énfasis en diseñar estrategias para acompañar las trayectorias escolares de los alumnos y alumnas de manera de que las mismas sean completas y continuas. En este sentido se subraya el interés por mejorar y enriquecer los procesos de aprendizaje de todos los niños, niñas y jóvenes, especialmente aquellos que provienen de los sectores más vulnerables de la sociedad.

### Características del primer ciclo en la Educación Primaria en Argentina
Desde el punto de vista de los contenidos, en este ciclo se intenta involucrar a los/as estudiantes en la complejidad que supone el conocimiento de la realidad en la que están inmersos, a través de las propuestas de las diversas áreas. Se hace hincapié en todo lo que facilite el encuentro de los alumnos con diversos sectores de la experiencia cultural y la reorganización de las adquisiciones –producto de su paso por el Nivel Inicial o extraescolar– en dirección a la apropiación de los diversos campos del saber.
Todos los contenidos de las áreas que se estipulan para el primer ciclo son considerados importantes para abordar un proceso formativo de larga duración en cada una de ellas, aunque la expectativa social esté centrada en la alfabetización y en el aprendizaje de las operaciones aritméticas elementales.
Desde el punto de vista de la interacción con otros, se espera que a lo largo de este ciclo los niños avancen en las diversas formas de 
cooperación ligadas al aprendizaje: que aprendan a compartir sus hallazgos, a sostener sus opiniones y a modificarlas escuchando las de los demás; que reconozcan el conflicto como inherente al compartir objetos materiales y experiencias escolares, así como la posibilidad de solucionarlo por medio del diálogo.
En este ciclo, los niños aprenden la manera en que se plantean, enfrentan y resuelven los conflictos en la escuela primaria, adquieren hábitos y actitudes necesarias para la producción y la convivencia en la institución, aprenden qué es lo que está permitido y qué es lo que no lo está; descubren que las experiencias y los conocimientos ya adquiridos juegan un papel importante a la hora de aprender nuevos contenidos, experimentan qué es lo que sucede cuando se equivocan, cuáles son las consecuencias, etc. Son años importantes por el sentido fundacional que tienen en lo que se refiere al contrato de la escuela con los alumnos y con sus familia.

### Características del segundo ciclo en la Educación Primaria en Argentina
Este ciclo profundiza el encuentro de los alumnos con diversos sectores de la experiencia cultural, y abre nuevas posibilidades. En ciertos campos de la experiencia escolar, se avanza en la formalización de cuestiones que se han planteado en el primer ciclo; en otros casos, se procura el mayor dominio de técnicas, procedimientos y recursos; muchas veces se planteará a los alumnos nuevos desafíos, que los enfrenten con nuevos aspectos de las experiencias culturales que la escuela puede ofrecer.
En este ciclo se amplía el acceso a distintos campos de conocimiento, se especializan ciertos aprendizajes, aparecen nuevas áreas.
De modos diversos según el planteo de las distintas áreas, aparece como propuesta general del ciclo: 
- La reorganización de todo el caudal de saberes y prácticas adquiridos anteriormente con el fin de lograr nuevos aprendizajes, que permitan explicaciones más ricas sobre el mundo social y natural, y que diversifiquen la vinculación personal con el campo cultural.
- La ampliación del significado de los conceptos y el establecimiento de relaciones conceptuales más complejas.
- La anticipación, la selección y la combinación de técnicas, materiales, herramientas y soportes según su propia intencionalidad expresiva.
- La reorganización de todo el capital de saberes corporales y motores.
- La ampliación de la autonomía para aprender y de la capacidad para colaborar con otros en el contexto de la actividad escolar.
- a consolidación de la capacidad para tomar decisiones más personales en distintas situaciones.[14]

### Educación Primaria y Educación Sexual Integral
En los últimos años, también en la Educación primaria se incorporó la Educación Sexual Integral (ESI Ley 26.150), como uno de los Nuevos derechos dentro de la ley Federal de Educación 26.206.
El enfoque adoptado para la educación sexual se enmarca en una concepción de la sexualidad, el cuidado y promoción de la salud y los derechos humanos.
Desde una concepción integral la educación sexual incluye la integración de los aspectos físicos, emocionales, intelectuales y sociales relativos a la sexualidad. 
Con el objeto de cuidar y proteger a nuestros niños está la ley 26.061 Protección Integral de los derechos de los niños/as para garantizar su integridad personal y las entidades que también deben trabajar para su cuidado. Esta Ley transforma la idea de infancia, dado que supera la visión de sujetos de cuidado, "patronato", tutelaje, planteando así que los niños y niñas son sujetos de derecho. 

## Convivencia Democrática
Para que los docentes puedan trabajar sobre la convivencia democráticas en nuestras escuelas, podemos tener uno de los instrumentos valiosísimos como es la Resolución 217/14, pensando en estos tiempos donde las sociedades son cada vez más complejas. Guía federal para la intervención educativa en situaciones complejas relacionadas con la vida escolar.

## Orientaciones, contextualización curricular y organización de la enseñanza
La Educación Primaria como todos los otros niveles y modalidades  deben garantizar el acompañamiento de la diversidad de trayectorias de nuestros alumnos por medio de la reorganización de la enseñanza que permita una continuidad del vínculo pedagógico.
Este proceso de reorganización curricular implica la reorganización de las metas de aprendizaje y los contenidos previstos para los diferentes años de cada nivel y modalidad del sistema de enseñanza. Ésta reorganización curricular está detallada en la Res. CFE 367/20  y sus Anexo I  y  Anexo II